# ریپالتا آرپینا
ریپالتا آرپینا (به ایتالیایی: Ripalta Arpina) یک کومونه در ایتالیا است که در استان کریمونا واقع شده‌است.

## خصوصیات
ریپالتا آرپینا ۶٫۹۶ کیلومترمربع مساحت و ۱٬۰۳۸ نفر جمعیت دارد و ۷۲ متر بالاتر از سطح دریا واقع شده‌است.